# Andreas Ruckhaber
Andreas Ruckhaber (* 5. Februar 1981) ist ein ehemaliger deutscher Basketballspieler.

## Werdegang
Der 1,98 Meter große, auf der Position des Power Forwards eingesetzte Ruckhaber spielte ab 2002 für Rot-Weiss Cuxhaven (später Cuxhaven BasCats). 2004 gewann er mit der Mannschaft den Meistertitel in der 1. Regionalliga Nord und stieg in die 2. Basketball-Bundesliga auf.
Nach der Neuordnung der 2. Bundesliga trat Ruckhaber mit Cuxhaven ab 2007 in der 2. Bundesliga ProA an. 2008 und 2010 errang er mit der Mannschaft die ProA-Vizemeisterschaft, der Bundesliga-Aufstieg wurde jeweils nicht angetreten.
2011 zog sich der den Spitznamen „Chappi“ tragende Ruckhaber nach mehreren Verletzungen von den Cuxhaven BasCats und vom Leistungssport zurück.